# Coupe de France de football 1916
Ne doit pas être confondu avec Coupe de France de football.
Navigation
Trophée de France 1914
La Coupe de France de football 1916 est une compétition organisée par le Comité français interfédéral entre les vainqueurs de chaque fédération qui le composent, comme le Trophée de France disputé chaque année entre 1907 et 1914 mais arrêté à la suite du déclenchement de la Première Guerre mondiale et dont elle peut être considérée comme la 9e et dernière édition.
Dans la presse, cette compétition est qualifiée de « championnat de France de guerre » et son vainqueur, l'Olympique, de « champion de France ».
Elle ne doit pas être confondue avec la compétition ouverte à tous les clubs des différentes fédérations, instaurée par le CFI en 1917 sous le nom de Coupe Charles-Simon et qui sera appelée Coupe de France à partir des années 1920.

## Contexte
Dès le début de la Première Guerre mondiale, les différentes fédérations impliquées dans le football association arrêtent leurs compétitions habituelles et organisent à la place divers challenges. Le Comité français interfédéral (CFI), pour remplacer son Trophée de France, organise en 1916 une compétition sur le même modèle mais appelée Coupe de France. Il est demandé à chaque fédération de désigner sa meilleure équipe. 
Il est entendu que cette compétition est un trophée de guerre, en attendant que l'Olympique lillois, vainqueur du Trophée de France 1914, puisse remettre son titre en jeu à la fin de la guerre, ce qui n'arrivera jamais. Sa récompense est une Coupe offerte par le Conseil municipal de Paris.

## Participants
L'Étoile des deux lacs a remporté la Coupe nationale de la Fédération gymnastique et sportive des patronages de France (FGSPF) en battant en finale la Bousbotte Association de Besançon.
L'Olympique, leader du Challenge de la Renommée au moment où la Ligue de football association (LFA) doit choisir son champion, est désigné.
La Vie au grand air du Médoc, qui a gagné ses sept matchs disputés dans la région du Midi, est le club désigné par la Fédération cycliste et athlétique de France (FCAF).
| Club                      | Ville    | Fédération |
| ------------------------- | -------- | ---------- |
| Olympique                 | Pantin   | LFA        |
| Vie au grand air du Médoc | Mérignac | FCAF       |
| Étoile des deux lacs      | Paris    | FGSPF      |

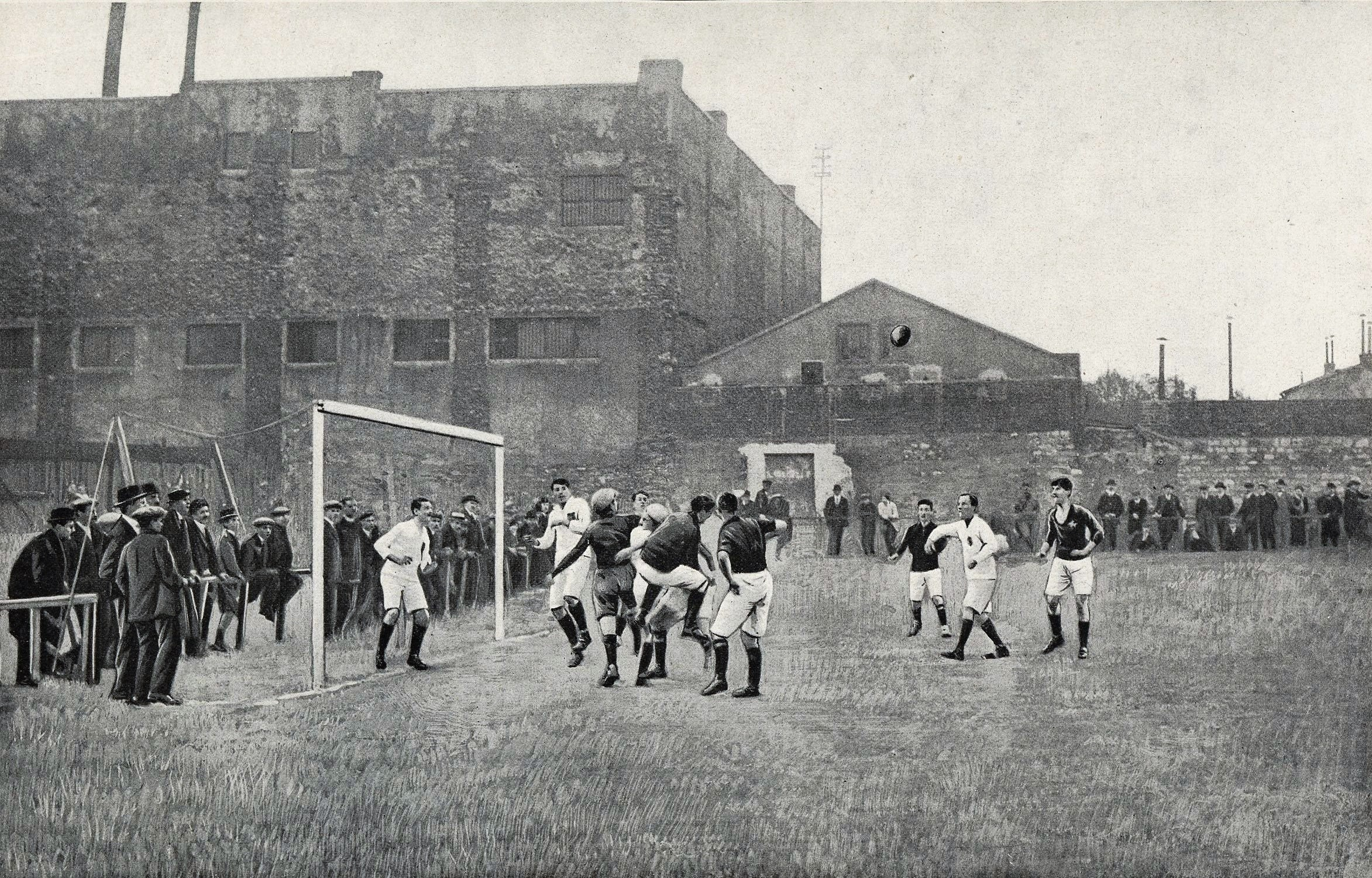
Finale de la Coupe de France 1916.

Le tirage au sort désigne le champion de la LFA et celui de la FCAF pour un premier tour, dont celui de la FGSPF est exempt. La finale doit se jouer à Paris, ou à Bordeaux en cas de qualification de la Vie au grand air du Médoc.

## Compétition

### Tableau
|  | Premier tour | Premier tour              | Premier tour | Premier tour         |     |           | Finale | Finale | Finale | Finale |
|  |              |                           |              |                      |     |           |        |        |        |        |
|  |              |                           |              |                      |     |           |        |        |        |        |
|  | LFA          | Olympique                 | 1            | 1                    |     |           |        |        |        |        |
|  | LFA          | Olympique                 | 1            | 1                    |     |           |        |        |        |        |
|  | FCAF         | Vie au grand air du Médoc | 0            | 0                    |     |           |        |        |        |        |
|  | FCAF         | Vie au grand air du Médoc | 0            | 0                    | LFA | Olympique | 3      | 3      |        |        |
|  |              |                           |              |                      | LFA | Olympique | 3      | 3      |        |        |
|  |              |                           | FGSPF        | Étoile des deux lacs | 0   | 0         |        |        |        |        |
|  | FGSPF        | Étoile des deux lacs      | FGSPF        | Étoile des deux lacs | 0   | 0         | -      | -      |        |        |
|  | FGSPF        | Étoile des deux lacs      |              |                      |     |           |        | -      |        |        |
|  | -            | -                         | -            | -                    |     |           |        |        |        |        |
|  | -            | -                         | -            | -                    |     |           |        |        |        |        |

### Premier tour
Le premier tour a lieu le 7 mai 1916,,,,.
| Premier tour                | Olympique                                                                                    | 1 – 0 a. p. | Vie au grand air du Médoc                                                                                               | Parc des Princes, Paris |  |
| Dimanche 7 mai 1916 15 h 30 | Delouis                                                                                      |             | |                         |  |
| Dimanche 7 mai 1916 15 h 30 | Decoux - Daled, Fiévet - Hebb, Ninot, Delouis - Faroux, Jacques, Michon, Quilleret, François | Équipes     | Godichon - Saleh, Kieffer - Ed. Gasqueton, De Castro, H. Gasqueton - Etienne, Girardot, L. Gasqueton, De Bigardon, Séna |                         |  |

### Finale
La finale a lieu le 14 mai 1916. L'Olympique l'emporte par 3-0 face à l'Étoile des deux lacs  grâce à des buts de Delouis, Faroux et Quilleret. La recette du match s'élève à environ 650 francs (environ 1 500 € de 2010). Elle doit servir en grande partie à l'envoi de ballons au front. En ouverture du match se tient la finale de la Petite Coupe de France, ouverte aux joueurs de moins de 15 ans. L'équipe de la LFA bat celle de la FGSPF par 3-2,,.
| Finale               | Olympique                                                                                      | 3 – 0   | Étoile des deux lacs                                                                               | Stade de Paris, Saint-Ouen  |                             |
| Dimanche 14 mai 1916 | Delouis · Faroux · Quilleret                                                                   | (1 – 0) | | Spectateurs : Environ 1 000 | Spectateurs : Environ 1 000 |
| Dimanche 14 mai 1916 | Decoux - Fiévet, Daled - Hebb, Michon, Bouvard - Faroux, Delouis, Quilleret, Jacques, François | Équipes | Bizouard - Gauthier, Thélu - Dépréaux, Gee, Zehuter - Marcelline, Hayden, Mullier, Michaud, Dupont | Spectateurs : Environ 1 000 | Spectateurs : Environ 1 000 |